# Bradysia bulbostyla
Bradysia bulbostyla är en tvåvingeart som beskrevs av Werner Mohrig och Menzel 1990. Bradysia bulbostyla ingår i släktet Bradysia och familjen sorgmyggor. Inga underarter finns listade i Catalogue of Life.